# Onuphre l'Anachorète
Pour les articles homonymes, voir Onuphre.
Saint Onuphre l'Anachorète (ou Onuphre le Grand) est un moine ermite égyptien qui, au IVe siècle, vécut une soixantaine d'années dans la solitude et le renoncement le plus radical, dans le désert proche de Thèbes, en Égypte. Il est liturgiquement commémoré le 12 juin.

## Étymologie
Le prénom Onuphre vient de l'égyptien ancien wnn nfr : « éternellement beau ou bon », épithète d'Osiris ressuscité. Il a donné en italien Onofrio.

## Hagiographie
Selon la légende, son père, qui aurait été roi de Perse, après avoir longtemps attendu la naissance de cet enfant, l'aurait fait baptiser et l'aurait envoyé dans un monastère d'Égypte pour le consacrer à Dieu.
Attiré par les anachorètes, Onuphre partit un jour, guidé par son ange gardien qui le mena vers une grotte où vivait un vieil ermite d'origine juive, Hermias, qui l'instruisit pendant quelques jours, puis le conduisit jusqu'au lieu de son combat, près d'un palmier et d'une source claire. 
C'est là que Paphnuce le trouva, un jour qu'il visitait les moines d'Égypte. Effrayé par cette forme à peine humaine, il s'approcha et le découvrit, vêtu seulement de sa longue barbe et de sa chevelure.
Onuphre annonça à son hôte que sa venue était volonté du ciel, puisque c'est lui, Paphnuce qui devait l'ensevelir, parce que sa fin était proche. Après avoir donné l'ordre à son visiteur de retourner auprès des chrétiens pour leur enseigner la voie ouverte par les ermites, il s'étendit à terre. Il y eut une grande lumière et des coups de tonnerre. Paphnuce se demandait comment il allait pouvoir creuser la tombe du saint ascète dans cette terre si dure, quand deux lions apparurent et creusèrent la sépulture.
Après avoir vécu dans un monastère, il décida de vivre en ermite, dans la plus absolue pauvreté. Il s'installa près d'une source, avec la seule ombre d'un palmier, et vécut là soixante-dix ans.
Ses vêtements étant tombés en lambeaux, de longs poils lui poussèrent sur le corps pour le couvrir et le protéger entièrement. « N'est-on pas nu devant le Seigneur, seul témoin de mon existence ». Il vivait des dattes produites par le palmier et de l'eau de la source. On racontait que le dimanche, des anges le transportaient dans une église pour y recevoir la communion.

« Ayant abandonné tout souci de ce monde pour se confier en Dieu seul, nous ne sentons, ni faim, ni soif, ni autre affliction. Et lorsque l'un d'entre nous désire avec nostalgie revoir les hommes, les Anges le transportent en vision au Paradis, où il se voit si pénétré de lumière divine, qu'il en oublie tous ses labeurs et ses peines, et c'est avec une ardeur accrue qu'il reprend son ascèse[réf. nécessaire]. »

La tradition conserve le souvenir d'Onuphre venu prier et vivre en ermite pendant quelques années au champ du Sang, au-dessus de la vallée de la Géhenne, sans doute dans la première partie de sa vie. Un monastère grec-orthodoxe s'y trouve aujourd'hui.[réf. souhaitée]

## Attributs et Représentation
Onuphre est représenté par les différentes Églises avec une longue barbe et des branchages autour du corps en guise de vêtement.

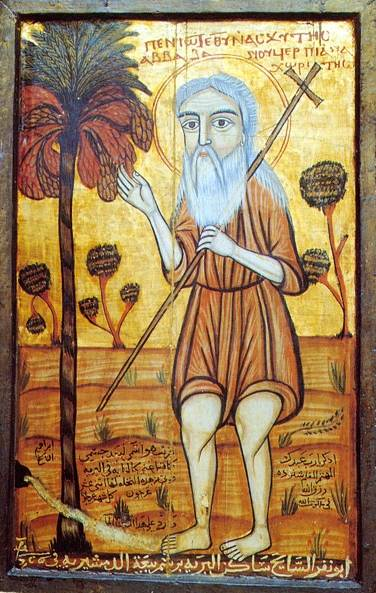
Icône copte de saint Onuphre.
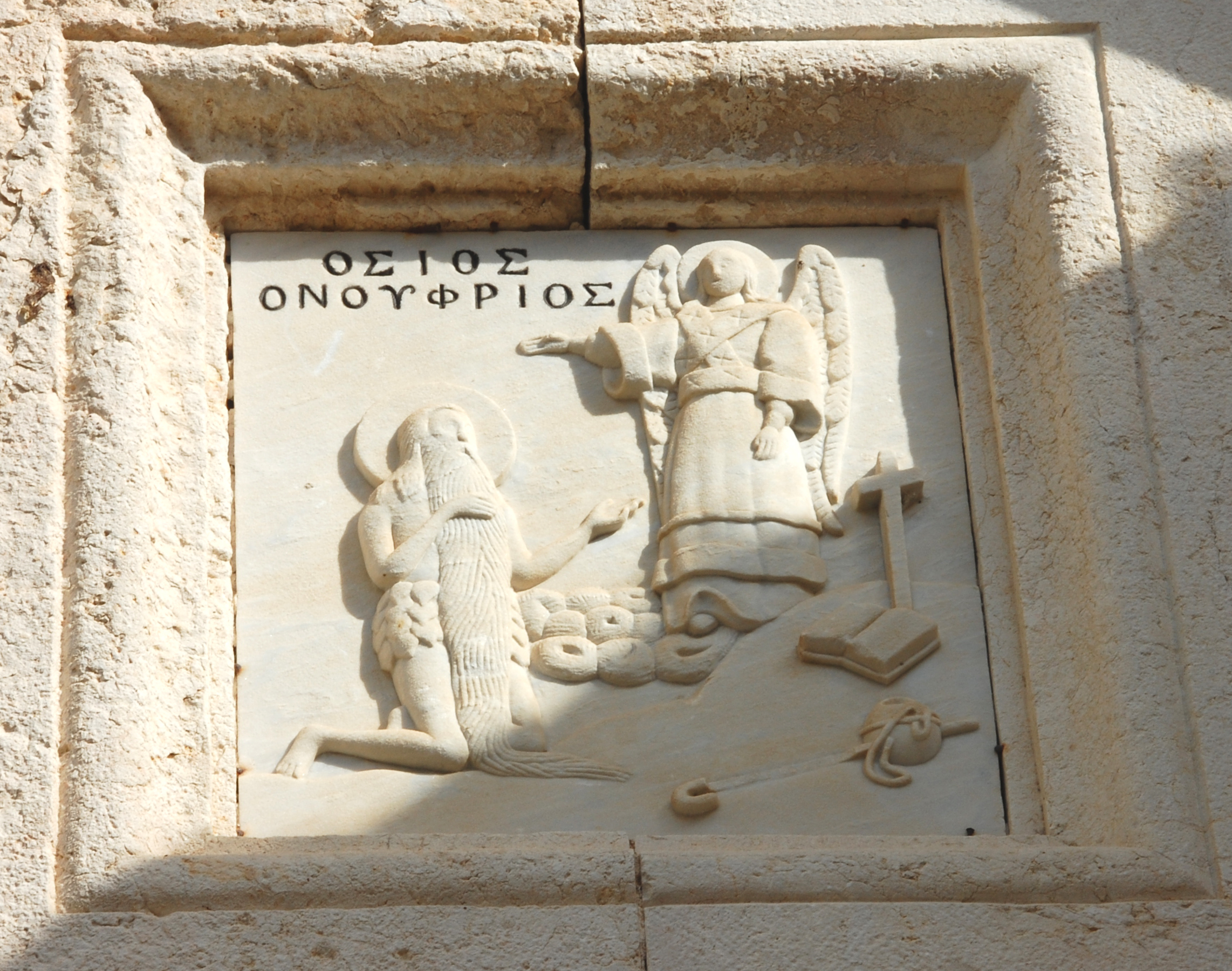
Bas-relief du monastère Saint-Onuphre
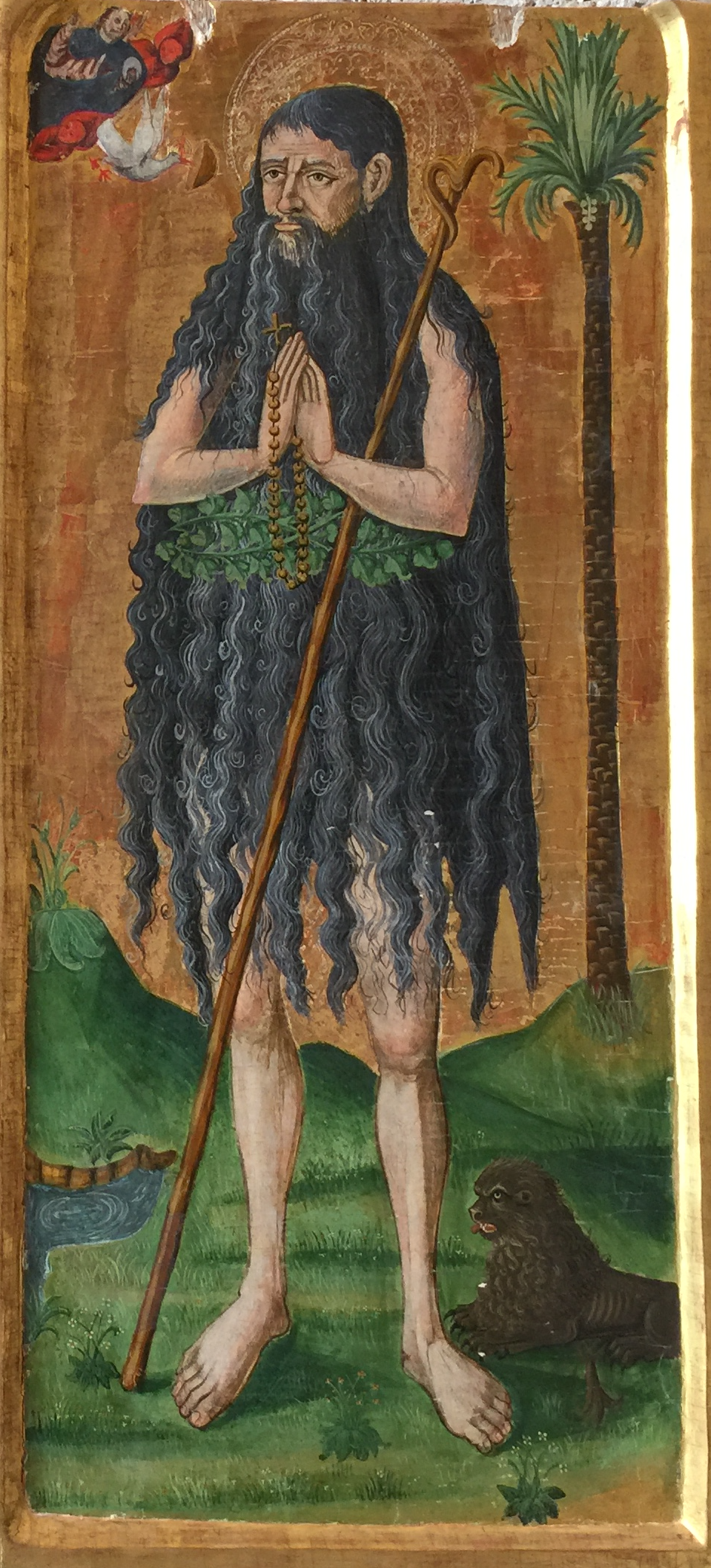
Saint Onuphre par le maestro de Perea
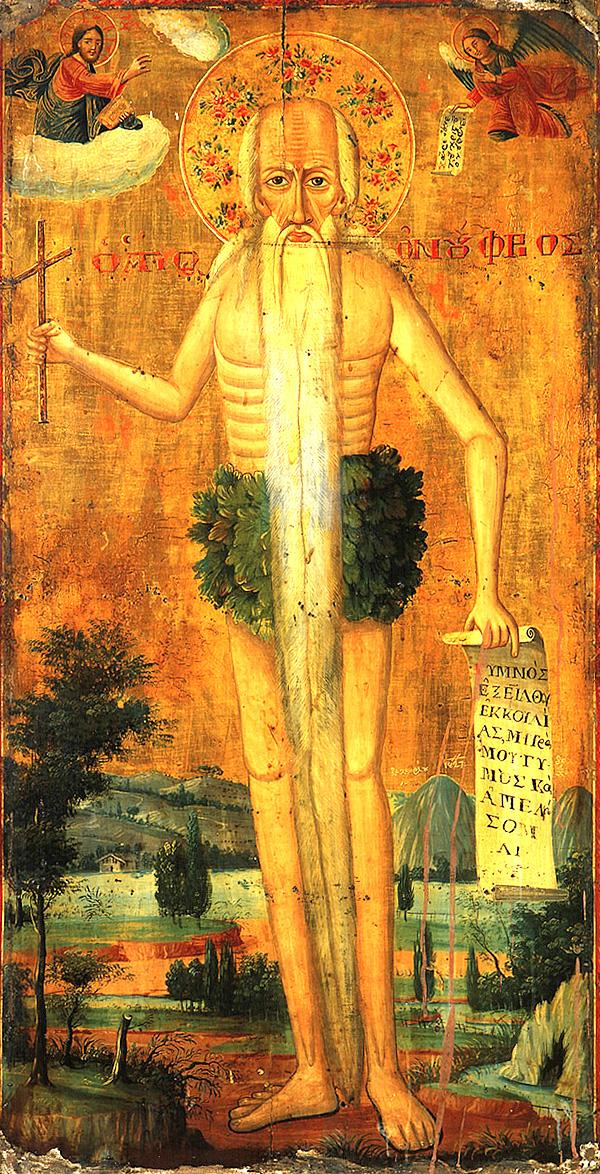
Saint Onuphre sur une icône byzantine
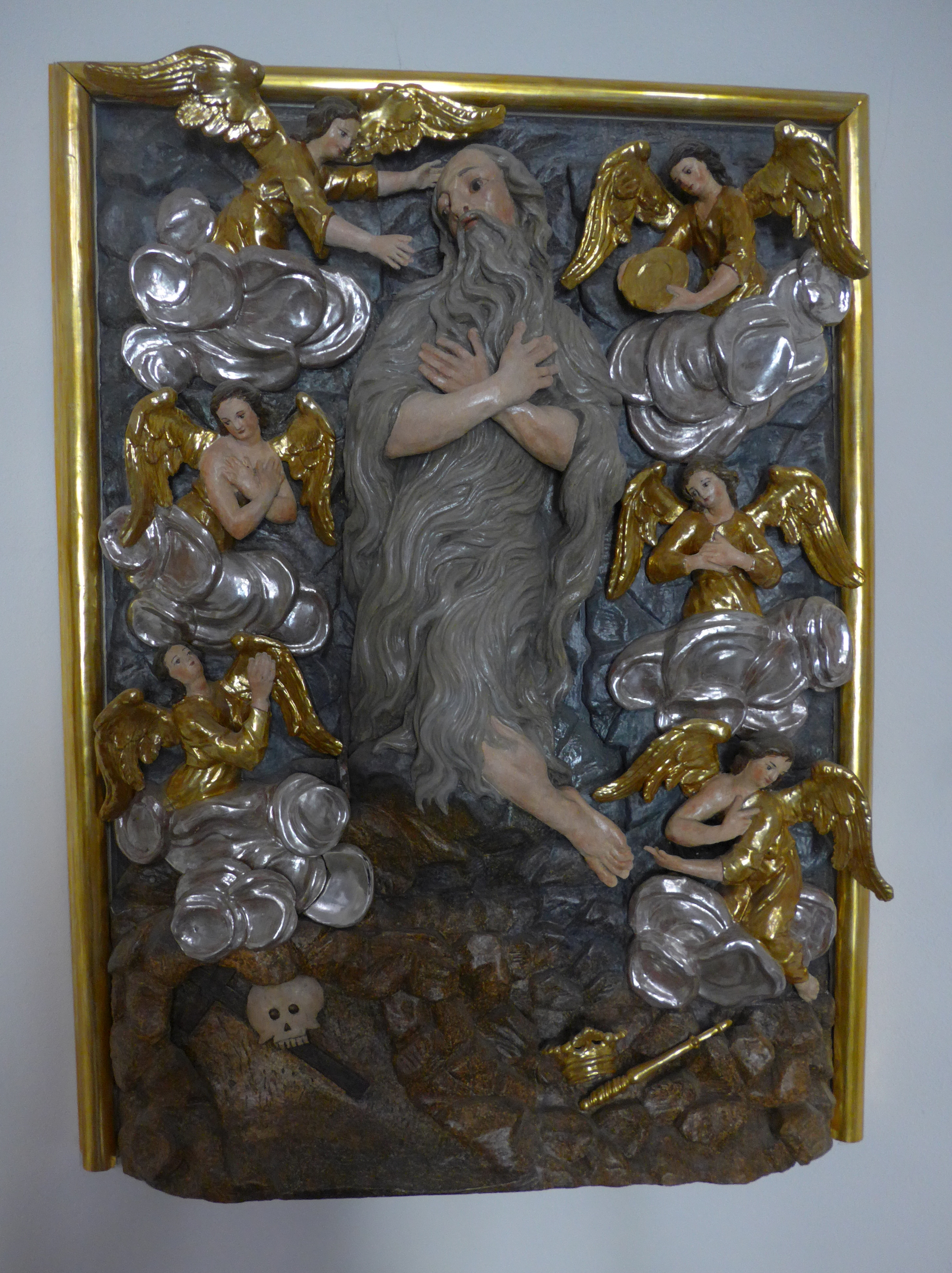
dans une église de Strzelno, en Pologne
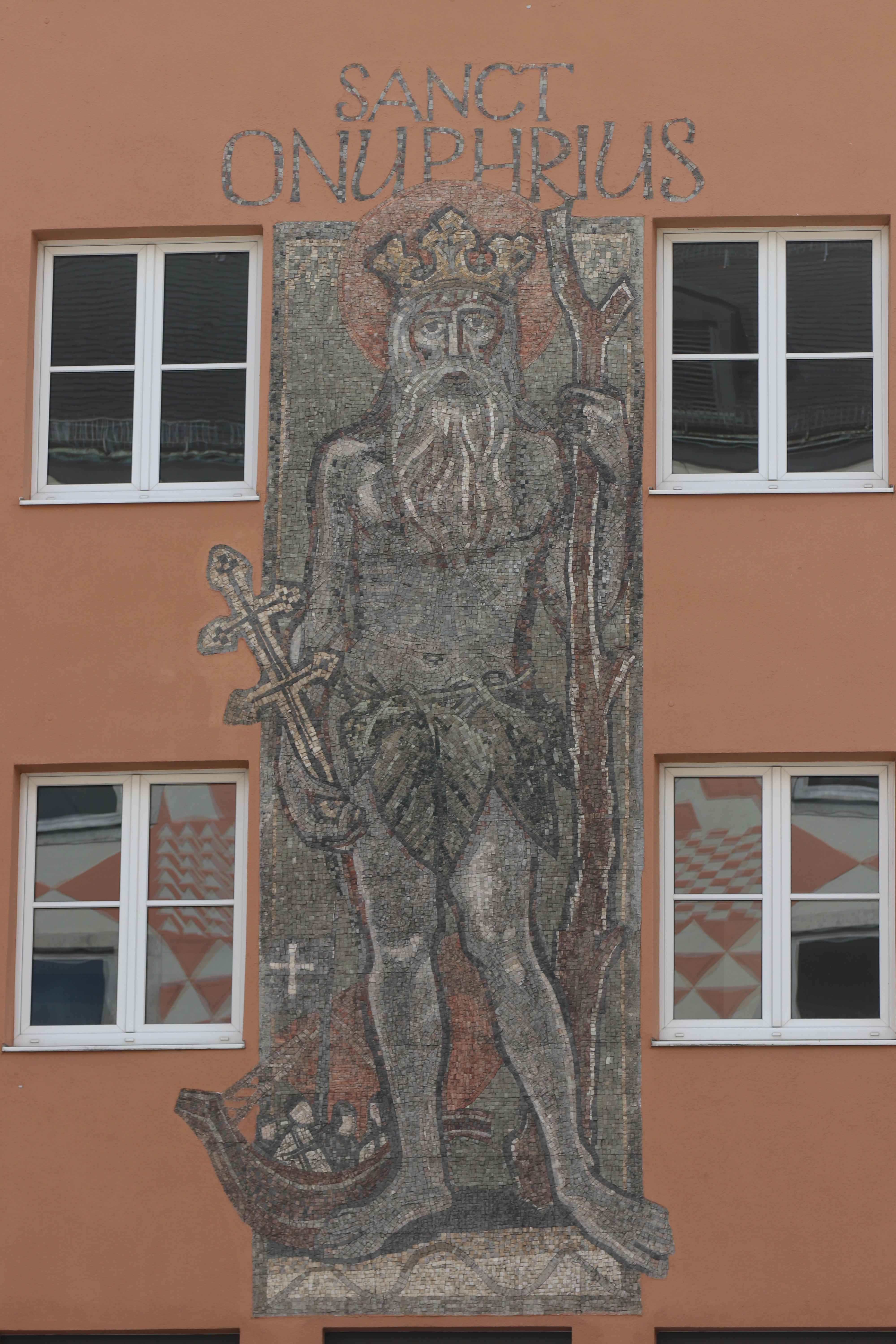
sur la façade d'une maison, à Münich
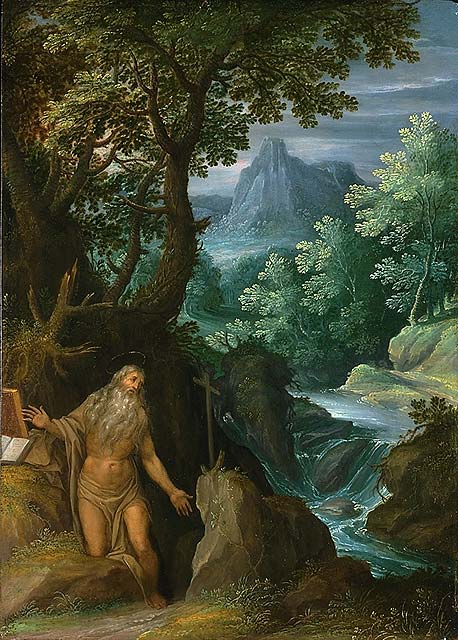
Tableau par Girolamo Muziano, après 1574 (National Gallery of Canada)

## Patronage
Son culte a été introduit en Occident après les Croisades. Il est le patron des tisserands.[réf. souhaitée]
Il lui a été attribué des pouvoirs de guérison sur les rhumatismes et les douleurs articulaires.[réf. souhaitée]
L'Église orthodoxe dédie souvent les chapelles des cimetières à saint Onuphre.[réf. souhaitée]

## Fête
Le 12 juin dans le calendrier grégorien pour l'Église latine et le 12 juin dans le calendrier julien pour l'Église d'Orient.